# Nicetas II de Constantinopla
Nicetas II de Constantinopla, dito Muntanes (em grego: Νικήτας Β΄ Μουντάνης) foi o patriarca grego ortodoxo de Constantinopla  entre 1186 e 1189.

## Vida e obras
Nicetas Muntanes, diácono e sacelário da Igreja em Constantinopla, foi nomeado como patriarca pelo imperador bizantino Isaac II Ângelo em fevereiro de 1186 e foi expulso por ele no mesmo mês três anos depois, sob o pretexto de "velhice extrema e simplicidade muito grande".